# Sliepkovce
Sliepkovce jsou obec ležící v okrese Michalovce.

## Polohopis
Sliepkovce leží uprostřed Zemplína, na Východoslovenské nížině, na toku Laborce, 11 km jihovýchodně od Michalovců, v nadmořské výšce od 99 do 107m n. m. Obec leží na 48° 35' severní šířky a 22° 07' východní délky.
Podle územněsprávního členění patří obec do okresu Michalovce a Košického kraje. Podle náboženského členění patří do římskokatolické farnosti Budkovce. Do roku 2000 patřily Sliepkovce do řeckokatolické farnosti Dúbravka, ale od roku 2000 patří do farnosti Lastomír.

### Vodstvo
Obcí protéká řeka Laborec, obklopená valy vybudovanými v 40. letech 20. století, při regulaci toku. Nedaleko protéká potok Duša. Tyto vodní toky v minulosti působily záplavy, především zjara a na podzim.

## Dějiny
První písemná zmínka o vesnici Sliepkovce je v listině z roku 1314 o dělbě majetků šlechticů z Budkoviec, kterým patřily i Sliepkovce. Obec původně vznikla jako osada královských strážců hranic. V 14. století měla obec úřední název Zelepke. Byl to maďarizovaný název staršího slovenského názvu Šelepka, později se z něj vyvinul název Slepkovce. V roce 1600 mělo sídliště sedm poddanských domů. Katastr obce byl v 18. století pod záštitou a finanční podporou hraběte Dionizy Andrášiho přemístěn na nynější území z místa, které leží západně k obci Budkovce. Důvodem byly časté povodně. Od té doby, až do roku 1945 byla obec vedena pod názvem Dionízovo - Dénes.

## Politika

### Obyvatelstvo
Sliepkovce mají 738 obyvatel, kteří obývají 200 domů. Většina obyvatelstva je římskokatolického vyznání. Řeckokatolíků není více než 100. Jen několik lidí se hlásí k jinému resp. žádnému vyznání.
Občané musí za prací cestovat, protože pracovních příležitostí v blízkém okolí je velmi málo. Agrospol Sliepkovce zaměstnává jen několik desítek dělníků. Zbývající pracují buď v Michalovcích, případně v Strážské nebo v některém z jiných míst v nedalekém okolí. Pracovní příležitosti v zahraničí (zejména Německo) využívá asi desítka obyvatel.
Nezaměstnanost v obci je přibližně stejná jako celoslovenský průměr. Část nezaměstnaných zaměstnává obecní úřad na veřejně - prospěšných pracích, nebo v čistírně odpadních vod.

### Sport
V roce 1946 byl v obci založen neregistrovaný sportovní klub. V roce 1953 vznikl první registrovaný fotbalový klub Tělovýchovná jednota Sliepkovce. V roce 2009 sportovní klub zanikl.

## Hospodářství a infrastruktura
Větší část půdy, obklopující obec, je využívána jako orná půda. Obyvatelé Sliepkoviec se věnují zemědělství, chovu hospodářských zvířat, zejména drůbeže, prasat, příp. skotu, ale jen pro vlastní spotřebu. Půda v soukromém vlastnictví je používána většinou na pěstování zemědělských plodin. V nejvyšší míře se pěstují brambory. Dále je to pšenice, kukuřice. Pro vlastní spotřebu občané pěstují různé druhy zeleniny, luštěnin a jiných druhů využitelných plodin.
Agrospol Sliepkovce (bývalé Jednotné zemědělské družstvo) pěstuje na svých polích převážně pšenici (případně jinou obilovinu), řepku olejnou, slunečnici nebo kukuřici. Hlavně chov skotu patří k odvětvím, které jsou v Agrospolu preferované.
V okolí se nachází les, který poskytuje myslivcům pestrost lesní zvěře. O výsadbu mladých stromů a udržování lesa se stará tzv.. Lesní školka.

### Doprava
Spojení s okresním městem poskytuje autobusová doprava. Dopravu zajišťuje Slovenská autobusová doprava Michalovce. Autobusy jezdí přibližně každé dvě hodiny v obou směrech (Michalovce - Lastomír - Sliepkovce - Budkovce), po komunikaci III. třídy.

### Důležité firmy
- Agrospol Sliepkovce

### Školství
Vyučování základních znalostí poskytuje Základní škola v Budkovcích, případně výjimečně jedna z michalovských základních škol. Závisí to na uvážení rodiče. V Sliepkovcích vyučování v posledních letech neprobíhá. Pro děti v předškolním věku zde funguje mateřská škola.